# Trichoplusia humilis
Trichoplusia humilis là một loài bướm đêm trong họ Noctuidae.